# Patrik Ćavar
Patrik Ćavar, född 24 mars 1971 i Metković, Jugoslavien (nuvarande Kroatien), är en kroatisk före detta handbollsspelare (vänstersexa/mittnia).
Ćavar var med och vann OS-guld 1996 i Atlanta med Kroatiens landslag. Han blev också turneringens bästa målskytt med sina 43 mål samt uttagen i all-star team som bästa vänstersexa.
Ćavar avslutade landslagskarriären 2004 efter att han, sedan debuten 1991, spelat 120 landskamper och gjort 639 mål vilket då var nytt målrekord. Han behöll rekordet till 2007 då det slogs av Mirza Džomba.

## Meriter i urval

### Klubblag
- Europacup-/Champions League-mästare fem gånger: 1992, 1993 (med RK Zagreb), 1998, 1999 och 2000 (med FC Barcelona)
- Jugoslavisk mästare 1991 med RK Zagreb
- Kroatisk mästare sex gånger (1992, 1993, 1994, 1995, 1996, 1997) med RK Zagreb
- Spansk mästare tre gånger (1998, 1999 och 2000) med FC Barcelona

### Landslag
- Medelhavsspelen 1993 i Languedoc-Roussillon:  Guld
- EM-brons 1994 i Portugal
- VM-silver 1995 på Island
- OS-guld 1996 i Atlanta
- VM 1997 i Japan: 13:e
- EM 1998 i Italien: 8:a
- VM 1999 i Egypten: 10:a
- VM 2001 i Frankrike: 9:a